# Associazione Calcio Fiorentina 1936-1937
Questa voce raccoglie le informazioni riguardanti l'Associazione Calcio Fiorentina nelle competizioni ufficiali della stagione 1936-1937.

## Stagione

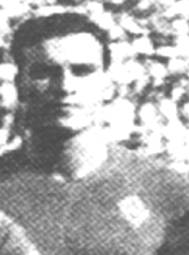
Mario Pizziolo

Quello della compagine viola è un campionato costellato da tanti pareggi e poche soddisfazione per i tifosi fiorentini.
La Fiorentina cercò di lanciare molti giovani. Anche con i nuovi innesti dimostrò di non essere squadra di basso tasso tecnico, giungendo a fine campionato nona in classifica. Capitano diventa Lorenzo Gazzari.
In Coppa Italia la squadra gigliata esce subito al primo turno contro il Catania, squadra di Serie B, schierando una formazione giovane e sperimentale.

## Rosa
| N. |                   | Ruolo | Calciatore                 |
| -- | ----------------- | ----- | -------------------------- |
|    | Italia (bandiera) | P     | Ugo Innocenti              |
|    | Italia (bandiera) | P     | Gino Baggiani              |
|    | Italia (bandiera) | P     | Gino Gori                  |
|    | Italia (bandiera) | D     | Lorenzo Gazzari (capitano) |
|    | Italia (bandiera) | D     | Tullio Duimovich           |
|    | Italia (bandiera) | D     | Italo Pizziolo (II)        |
|    | Italia (bandiera) | D     | Mario Pizziolo (I)         |
|    | Italia (bandiera) | D     | Ugo Terzani                |
|    | Italia (bandiera) | D     | Renzo Magli                |
|    | Italia (bandiera) | C     | Giorgio Palloni            |
|    | Italia (bandiera) | D     | Renato Tori                |
|    | Italia (bandiera) | C     | Achille Piccini            |
|    | Italia (bandiera) | C     | Ermes Borsetti             |
|    | Italia (bandiera) | C     | Teresio Traversa           |

| N. |                   | Ruolo | Calciatore       |
| -- | ----------------- | ----- | ---------------- |
|    | Italia (bandiera) | C     | Cherubino Comini |
|    | Italia (bandiera) | C     | Ugo Conti        |
|    | Italia (bandiera) | C     | Renzo Giovannoni |
|    | Italia (bandiera) | C     | Franzi           |
|    | Italia (bandiera) | A     | Geo Bortolini    |
|    | Italia (bandiera) | A     | Benedetto Stella |
|    | Italia (bandiera) | A     | Giuliano Gobetto |
|    | Italia (bandiera) | A     | Giusti           |
|    | Italia (bandiera) | A     | Arrigo Morselli  |
|    | Italia (bandiera) | A     | Alfonso Negro    |
|    | Italia (bandiera) | A     | Pietro Pintossi  |
|    | Italia (bandiera) | A     | Vinicio Viani    |
|    | Italia (bandiera) | A     | Mario Serra      |

## Calciomercato
Fonte:
| Acquisti | Acquisti         | Acquisti     | Acquisti   |
| R.       | Nome             | da           | Modalità   |
| -------- | ---------------- | ------------ | ---------- |
| D        | Renato Tori      | Viareggio    | definitivo |
| C        | Teresio Traversa | Pro Vercelli | definitivo |
| C        | Ugo Conti        | Pisa         | definitivo |
| A        | Pietro Pintossi  | Catania      | definitivo |
| A        | Benedetto Stella | Catania      | definitivo |
| A        | Vinicio Viani    | Lucchese     | definitivo |

| Cessioni | Cessioni                 | Cessioni    | Cessioni   |
| R.       | Nome                     | a           | Modalità   |
| -------- | ------------------------ | ----------- | ---------- |
| P        | Ugo Amoretti             | Juventus    | definitivo |
| D        | Bruno Neri               | Lucchese    | definitivo |
| D        | Giuseppe Bigogno         | Genova 1893 | definitivo |
| D        | Cesare Del Torto         | Messina     | definitivo |
| C        | Cesare Augusto Fasanelli | Genova 1893 | definitivo |
| C        | Carlos Gringa            | Lucchese    | definitivo |
| C        | Aldo Querci              | Messina     | definitivo |
| A        | János Nehadoma           | Modena      | definitivo |
| A        | Mario Perazzolo          | Genoa       | definitivo |
| A        | Italo Romagnoli          | Lucchese    | definitivo |
| A        | Cinzio Scagliotti        | Juventus    | definitivo |

## Risultati

### Serie A

#### Girone di andata
| Arbitro: | Mastellari (Bologna) |

|               |           |                   |
| Michelini 10’ | Marcatori | 47’ (rig.) Stella |

| Arbitro: | Scorzoni (Bologna) |

|                      |           |            |
| Buscaglia 17’ (rig.) | Marcatori | 63’ Stella |

| Arbitro: | Barlassina (Novara) |

|             |           |           |
| Biagini 56’ | Marcatori | 47’ Conti |

| Arbitro: | Ciamberlini (Genova) |

|           |           |  |
| Negro 70’ | Marcatori |  |

| Arbitro: | Galeati (Bologna) |

|                        |           |           |
| Riccardi 56’ Piola 61’ | Marcatori | 82’ Conti |

| Arbitro: | Gianelli (Genova) |

|      |           |  |
| Tori | Marcatori |  |

| Arbitro: | Scotto (Savona) |

|            |           |  |
| Parodi 82’ | Marcatori |  |

| Arbitro: | Scorzoni (Bologna) |

|              |           |  |
| Viani II 61’ | Marcatori |  |

| Arbitro: | Bertolio (Torino) |

|                    |           |              |
| Marchionneschi 66’ | Marcatori | 41’ Viani II |

| Arbitro: | Turbiani (Ferrara) |

|                   |           |              |
| Borsetti 25’, 50’ | Marcatori | 53’ Colaussi |

| Arbitro: | Mazzarini (Roma) |

|                |           |                   |
| Torri 50’, 75’ | Marcatori | 61’ (rig.) Comini |

| Arbitro: | Barlassina (Novara) |

|            |           |              |
| Busoni 64’ | Marcatori | 42’ Viani II |

| Arbitro: | Scarpi (Dolo) |

|                       |           |  |
| Negro 1’ Viani II 10’ | Marcatori |  |

| Arbitro: | Soliani (Genova) |

|             |           |                       |
| Piccini 76’ | Marcatori | 64’ Gabardo 74’ Boffi |

| Arbitro: | Ciamberlini (Genova) |

|                                      |           |  |
| Borel II 20’ Gabetto 54’ Borel I 78’ | Marcatori |  |

#### Girone di ritorno
| Arbitro: | Barlassina (Novara) |

|                       |           |                            |
| Stella 57’ Comini 65’ | Marcatori | 76’ Marchini 78’ Michelini |

| Arbitro: | Mazzarini (Roma) |

|               |           |  |
| Colombari 83’ | Marcatori |  |

| Arbitro: | Scorzoni (Bologna) |

|                                |           |               |
| Viani II 13’ Stella 79’ (rig.) | Marcatori | 86’ Bodini II |

| Arbitro: | Caironi (Milano) |

|            |           |              |
| Grolli 36’ | Marcatori | 11’ Borsetti |

| Arbitro: | Ciamberlini (Genova) |

|                                               |           |            |
| Borsetti 21’, 34’ Conti 37’ Viani II 65’, 76’ | Marcatori | 54’ Busani |

| Torino 21 febbraio 1937 21ª giornata | Torino         | 0 – 0 | Fiorentina | Stadio Filadelfia\| Arbitro: \| Dattilo (Roma) \| |
| Arbitro:                             | Dattilo (Roma) |       |            |                                                   |

| Arbitro: | Turbiani (Bologna) |

|                   |           |  |
| Stella 87’ (rig.) | Marcatori |  |

| Arbitro: | Mattea (Torino) |

|                              |           |                                |
| Frossi 34’ Meazza 53’ (rig.) | Marcatori | 20’ Viani II 57’ (rig.) Stella |

| Arbitro: | Caironi (Milano) |

|            |           |                              |
| Stella 34’ | Marcatori | 26’ Perazzolo 68’ Arcari III |

| Arbitro: | Moretti (Genova) |

|              |           |  |
| Busidoni 31’ | Marcatori |  |

| Arbitro: | Zelocchi (Modena) |

|           |           |  |
| Conti 43’ | Marcatori |  |

| Firenze 18 aprile 1937 27ª giornata | Fiorentina      | 0 – 0 | Bologna | Stadio Giovanni Berta\| Arbitro: \| Scotto (Savona) \| |
| Arbitro:                            | Scotto (Savona) |       |         |                                                        |

| Arbitro: | Mattea (Torino) |

|                            |           |                               |
| Tomasi 8’ Di Benedetti 54’ | Marcatori | 2’ Viani II 68’ (rig.) Stella |

| Arbitro: | Zelocchi (Modena) |

|             |           |  |
| Gabardo 45’ | Marcatori |  |

| Arbitro: | Mastellari (Bologna) |

|                           |           |                           |
| Viani II 47’ Borsetti 75’ | Marcatori | 3’ Gabetto 67’ Scagliotti |

### Coppa Italia
| Arbitro: | Mazzarini (Roma) |

|                                         |           |             |
| Franzoni 61’ Babetto 100’ Nicolosi 111’ | Marcatori | 52’ Gobetto |

## Statistiche

### Statistiche di squadra
| Competizione | Punti | In casa | In casa | In casa | In casa | In casa | In casa | In trasferta | In trasferta | In trasferta | In trasferta | In trasferta | In trasferta | Totale | Totale | Totale | Totale | Totale | Totale | DR |
| Competizione | Punti | G       | V       | N       | P       | Gf      | Gs      | G            | V            | N            | P            | Gf           | Gs           | G      | V      | N      | P      | Gf     | Gs     | DR |
| ------------ | ----- | ------- | ------- | ------- | ------- | ------- | ------- | ------------ | ------------ | ------------ | ------------ | ------------ | ------------ | ------ | ------ | ------ | ------ | ------ | ------ | -- |
| Serie A      | 30    | 15      | 9       | 4       | 2       | 23      | 12      | 15           | 0            | 8            | 7            | 11           | 20           | 30     | 9      | 12     | 9      | 34     | 32     | +2 |
| Coppa Italia |       | 0       | 0       | 0       | 0       | 0       | 0       | 1            | 0            | 0            | 1            | 1            | 3            | 1      | 0      | 0      | 1      | 1      | 3      | -2 |
| Totale       |       | 15      | 9       | 4       | 2       | 23      | 12      | 16           | 0            | 8            | 8            | 12           | 23           | 31     | 9      | 12     | 10     | 35     | 35     | 0  |

### Statistiche dei giocatori
| Giocatore     | Serie A  | Serie A | Coppa Italia | Coppa Italia | Totale   | Totale |
| Giocatore     | Presenze | Reti    | Presenze     | Reti         | Presenze | Reti   |
| ------------- | -------- | ------- | ------------ | ------------ | -------- | ------ |
| G. Baggiani   | 26       | -25     | 0            | 0            | 26       | -25    |
| E. Borsetti   | 29       | 6       | 0            | 0            | 29       | 6      |
| G. Bortolini  | 0        | 0       | 0            | 0            | 0        | 0      |
| C. Comini     | 6        | 2       | 0            | 0            | 6        | 2      |
| U. Conti      | 19       | 4       | 0            | 0            | 19       | 4      |
| T. Duimovich  | 0        | 0       | 1            | 0            | 1        | 0      |
| Franzi        | 0        | 0       | 1            | 0            | 1        | 0      |
| L. Gazzari    | 28       | 0       | 0            | 0            | 28       | 0      |
| R. Giovannoni | 1        | 0       | 1            | 0            | 2        | 0      |
| Giusti        | 0        | 0       | 1            | 0            | 1        | 0      |
| G. Gobetto    | 5        | 0       | 1            | 1            | 6        | 1      |
| G. Gori       | 2        | -5      | 0            | 0            | 2        | -5     |
| U. Innocenti  | 2        | -2      | 1            | -3           | 3        | -5     |
| R. Magli      | 25       | 0       | 0            | 0            | 25       | 0      |
| A. Morselli   | 28       | 0       | 0            | 0            | 28       | 0      |
| A. Negro      | 21       | 2       | 0            | 0            | 21       | 2      |
| B. Neri       | 0        | 0       | 0            | 0            | 0        | 0      |
| G. Palloni    | 1        | 0       | 1            | 0            | 2        | 0      |
| A. Piccini    | 24       | 1       | 0            | 0            | 24       | 1      |
| Pintassi      | 0        | 0       | 1            | 0            | 1        | 0      |
| M. Pizziolo   | 1        | 0       | 0            | 0            | 1        | 0      |
| I. Pizziolo   | 8        | 0       | 1            | 0            | 9        | 0      |
| M. Serra      | 0        | 0       | 1            | 0            | 1        | 0      |
| B. Stella     | 27       | 8       | 0            | 0            | 27       | 8      |
| U. Terzani    | 3        | 0       | 1            | 0            | 4        | 0      |
| R. Tori       | 26       | 1       | 0            | 0            | 26       | 1      |
| T. Traversa   | 25       | 0       | 0            | 0            | 25       | 0      |
| V. Viani      | 22       | 10      | 0            | 0            | 22       | 10     |